# Tropicale Amissa Bongo
A Tropicale Amissa Bongo é uma competição ciclista profissional por etapas que se disputa no Gabão.
Foi criada no ano de 2006 como homenagem à filha do então presidente do Gabão Omar Bongo chamada Albertine Amissa Bongo e falecida em 1993 à idade de 29 anos.
Desde a sua criação está integrada no UCI Africa Tour, dentro da categoria 2.1 (prova de maior categoria do UCI Africa Tour) depois de ter estado suas duas primeiras edições na categoria 2.2 (última categoria do profissionalismo).

## Palmarés
| Ano  | Vencedor          | Segundo             | Terceiro              |           |
| ---- | ----------------- | ------------------- | --------------------- | --------- |
| 2006 | Jussi Veikkanen   | Frédéric Guesdon    | Evgeny Sokolov        |           |
| 2007 | Frédéric Guesdon  | Pierre Rolland      | Jussi Veikkanen       |           |
| 2008 | Lilian Jégou      | Yann Pivois         | Rony Martias          |           |
| 2009 | Mathieu Ladagnous | Filipe Cardoso      | Pierre Rolland        |           |
| 2010 | Anthony Charteau  | Ian McLeod          | Julien Loubet         |           |
| 2011 | Anthony Charteau  | Andy Cappelle       | Adil Jelloul          |           |
| 2012 | Anthony Charteau  | Meron Russom        | Adil Jelloul          |           |
| 2013 | Yohann Gène       | Soufiane Haddi      | Gaëtan Bille          |           |
| 2014 | Natnael Berhane   | Luis León Sánchez   | Egoitz García         |           |
| 2015 | Rafaâ Chtioui     | Giovanni Bernaudeau | Abdelkader Belmokhtar |           |
| 2016 | Adrien Petit      | Andrea Palini       | Anthony Delaplace     |           |
| 2017 | Yohann Gène       | Tesfom Okubamariam  | Nikodemus Holler      |           |
| 2018 | Joseph Areruya    | Nikodemus Holler    | Damien Gaudin         |           |
| 2019 | Niccolò Bonifazio | Lorrenzo Manzin     | André Greipel         |           |
| 2020 | Jordan Levasseur  | Natnael Tesfatsion  | Emmanuel Morin        |           |
| 2021 | cancelado         | cancelado           | cancelado             | cancelado |
| 2022 | cancelado         | cancelado           | cancelado             | cancelado |
| 2023 | Geoffrey Soupe    | Hamza Amari         | Christopher Lagane    |           |

## Palmarés por países
| País      | Vitórias |
| --------- | -------- |
| França    | 9        |
| Finlândia | 1        |
| Eritreia  | 1        |
| Tunísia   | 1        |
| Ruanda    | 1        |
| Itália    | 1        |